# Mudhol Hound
Il Mudhol Hound, noto anche come Caravan Hound o Maratha Hound, Pashmi Hound e Kathewar Dog, è una razza di levriero indiano.   
Il Kennel Club of India (KCI) e l'Indian National Kennel Club (INKC) riconoscono la razza con nomi di razza diversi. Il KCI lo registra come Caravan Hound mentre l'INKC usa il nome Mudhol Hound.

## Storia
È stato introdotto nell'altopiano del Deccan dell'India occidentale dall'Asia centrale e dall'Arabia, e può quindi essere considerato un discendente diretto dei Saluki o Tāzī.
Questa regione copre parti degli stati di Karnataka, Maharashtra e, in misura minore, Telangana. 
La razza è popolare dentro e intorno a Mudhol Taluk del Karnataka e quindi la razza ha preso il nome di segugio di Mudhol.
Nel 2005 il Mudhol Hound era una delle quattro razze di cani indiani presenti su una serie di francobolli rilasciati dal Ministero indiano delle comunicazioni e della tecnologia dell'informazione per celebrare l'eredità canina del paese.
Circa 750 famiglie nella città di Mudhol nel Karnataka e dintorni allevano questa razza.
L'esercito indiano ha espresso l'intenzione di utilizzare il segugio Mudhol per compiti di sorveglianza e protezione delle frontiere.

## Caratteristiche
Il Mudhol levriero è di taglia intermedia tra il Greyhound e il Whippet  è più densamente costruito e più snello del levriero inglese.
Ha una certa eredità di cani da slitta, che si riflette nella struttura robusta.
La sua struttura è leggera, elegante e aggraziata, con ossa forti ma fini. 
La testa è lunga, stretta e larga tra le orecchie e il muso si assottiglia. 
Le mascelle sono lunghe e potenti e il morso è tagliente. 
Il tartufo è grande e può essere nero, marrone fegato o color carne (rossastro chiaro). 
Le orecchie sono di media grandezza, leggermente arrotondate all'estremità, pendenti e aderenti al cranio. 
Gli occhi sono grandi e di forma ovale e di colore scuro o chiaro. Lo sguardo è penetrante.
Il collo è lungo, netto, muscoloso e proporzionato rispetto alla parte superiore delle braccia. La schiena è lunga, larga e muscolosa. Il torace è forte e largo e le costole sono curve. La linea addominale è retratta. I fianchi sono larghi e profondi. Le zampe anteriori sono lunghe, dritte e di buona ossatura. I quarti posteriori sono larghi e muscolosi. La coda è naturalmente arricciata, a punta, robusta alla base e non eccessivamente lunga. I movimenti sono agili e flessibili senza essere a scatti.
Ci sono due varianti nel mantello, determinano due distinte denominazioni della razza:
- Caravan Hound: a pelo corto, ossatura più leggera.
- Pasmi: con frange o pelo semilungo, ossatura più pesante